# 森格爾河

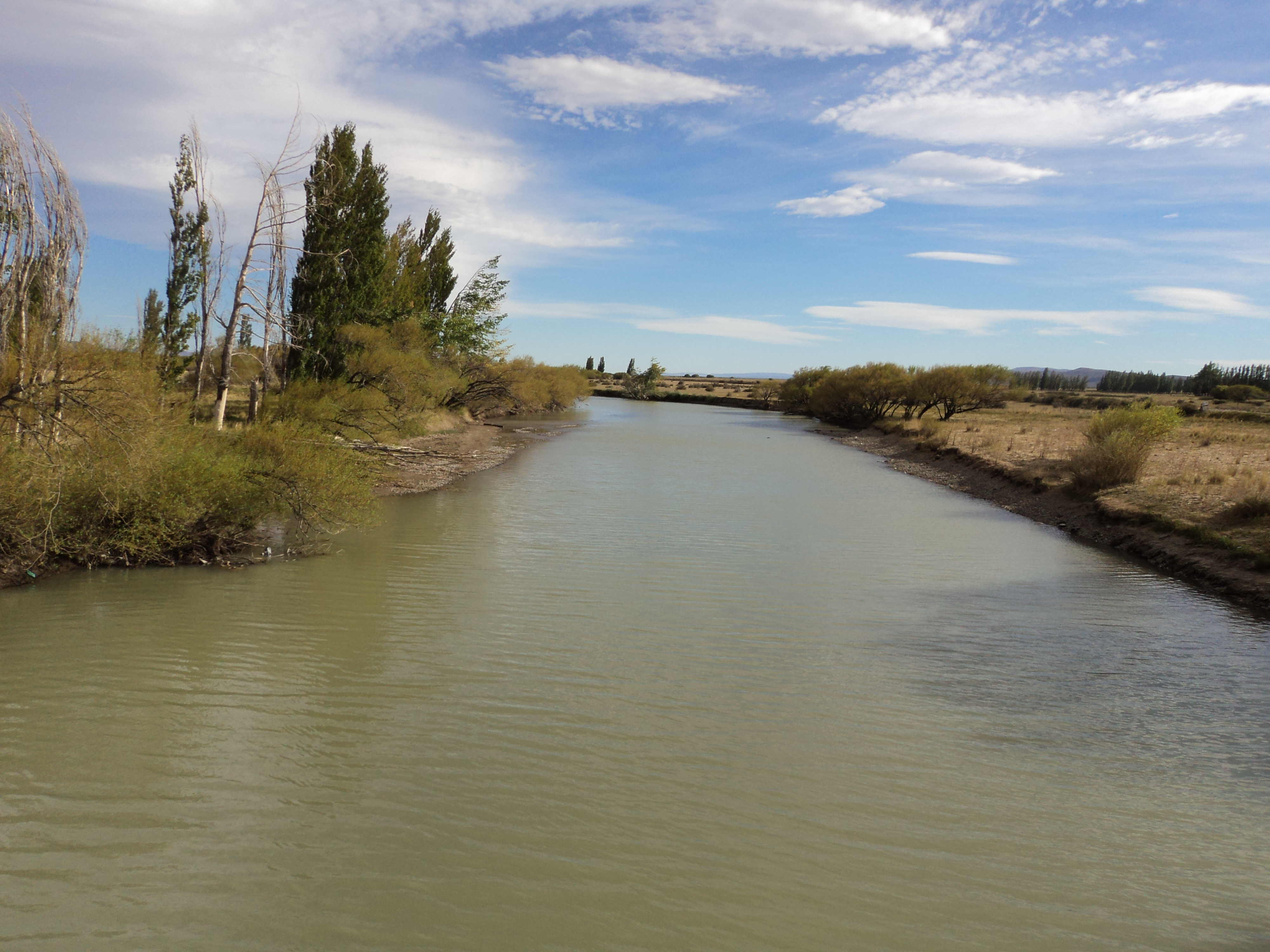
森格爾河

森格爾河（西班牙語：Río Senguerr）是阿根廷的河流，位於巴塔哥尼亞地區，由丘布特省負責管轄，河道全長340公里，流域面積61,132平方公里，發源自安第斯山脈，最終注入穆斯特斯湖。